# Spudaea ruticilla
Spudaea ruticilla är en fjärilsart som beskrevs av Eugen Johann Christoph Esper 1791. Spudaea ruticilla ingår i släktet Spudaea och familjen nattflyn. Inga underarter finns listade i Catalogue of Life.